# Ileanda, Sălaj
Ileanda (în maghiară Nagyilonda) este satul de reședință al comunei cu același nume din județul Sălaj, Transilvania, România.

## Atracții turistice
- Biserica de lemn construită în secolul al XVII-lea, monument istoric
- Așezare din epoca bronzului
- Turnul roman
- Monumentul dedicat foametei din anul 1814

## Imagini

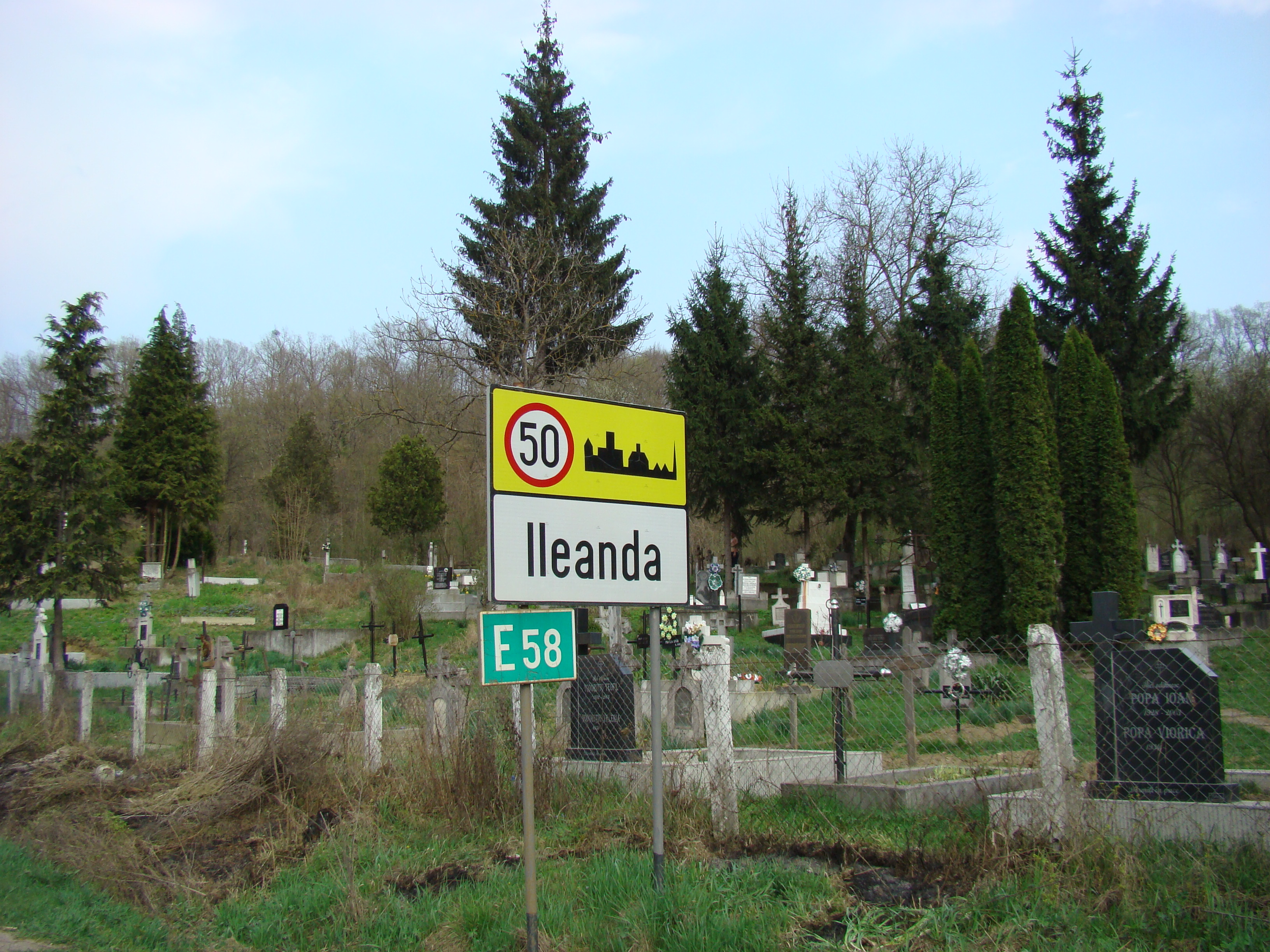
Intrarea în localitate
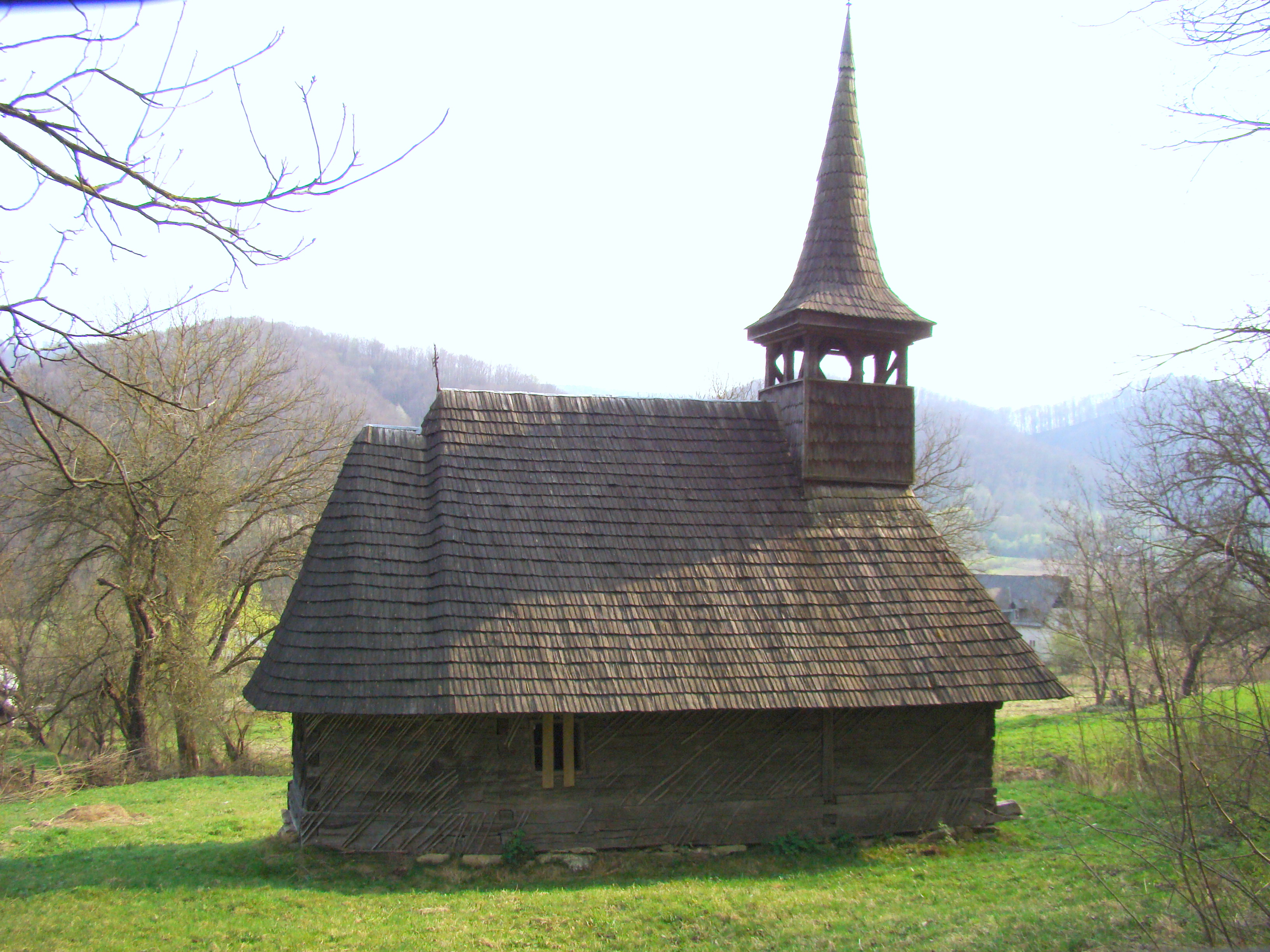
Biserica de lemn din Ileanda (monument istoric)
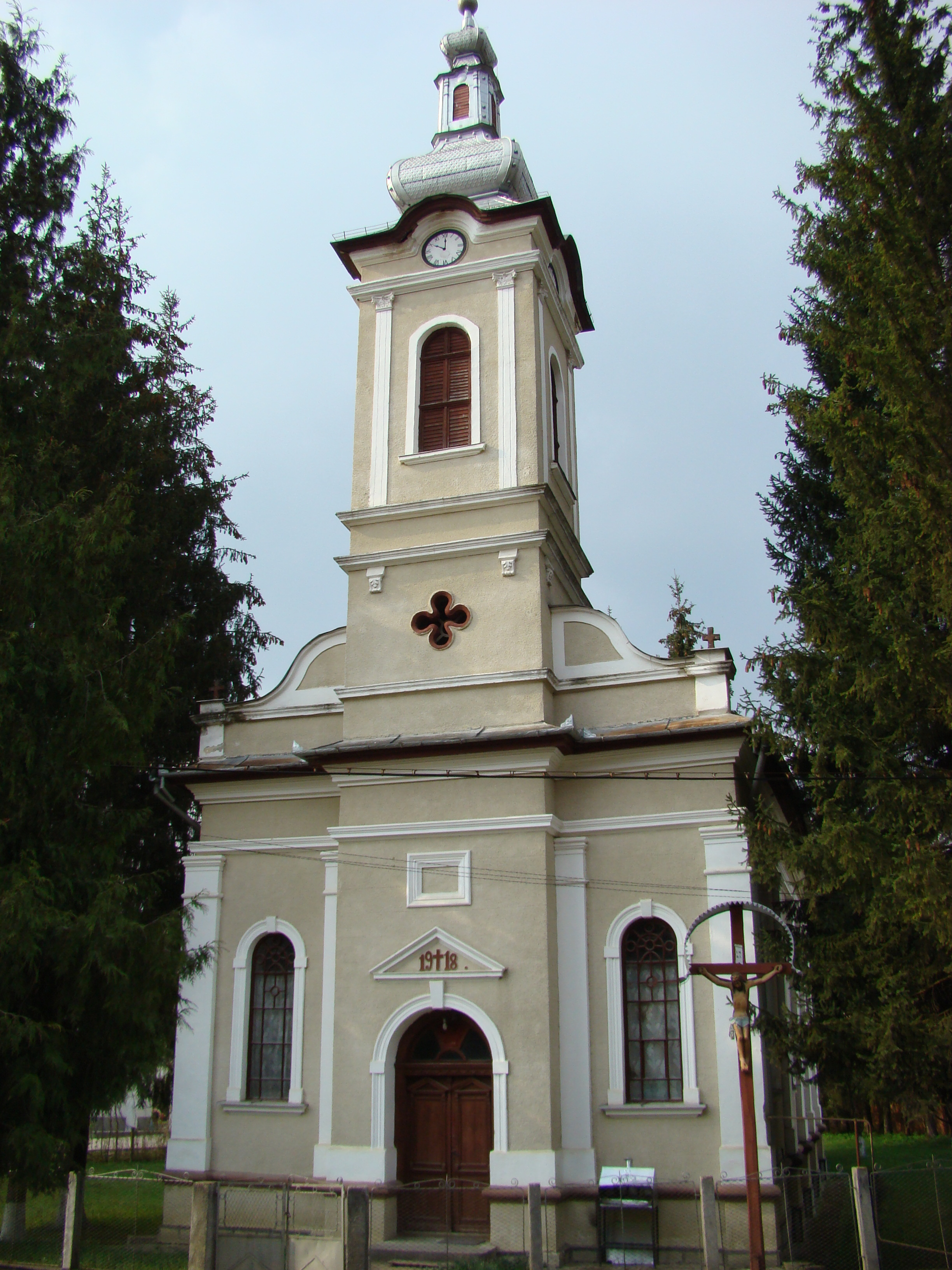
Biserica de zid cu hramul „Naşterea Maicii Domnului”
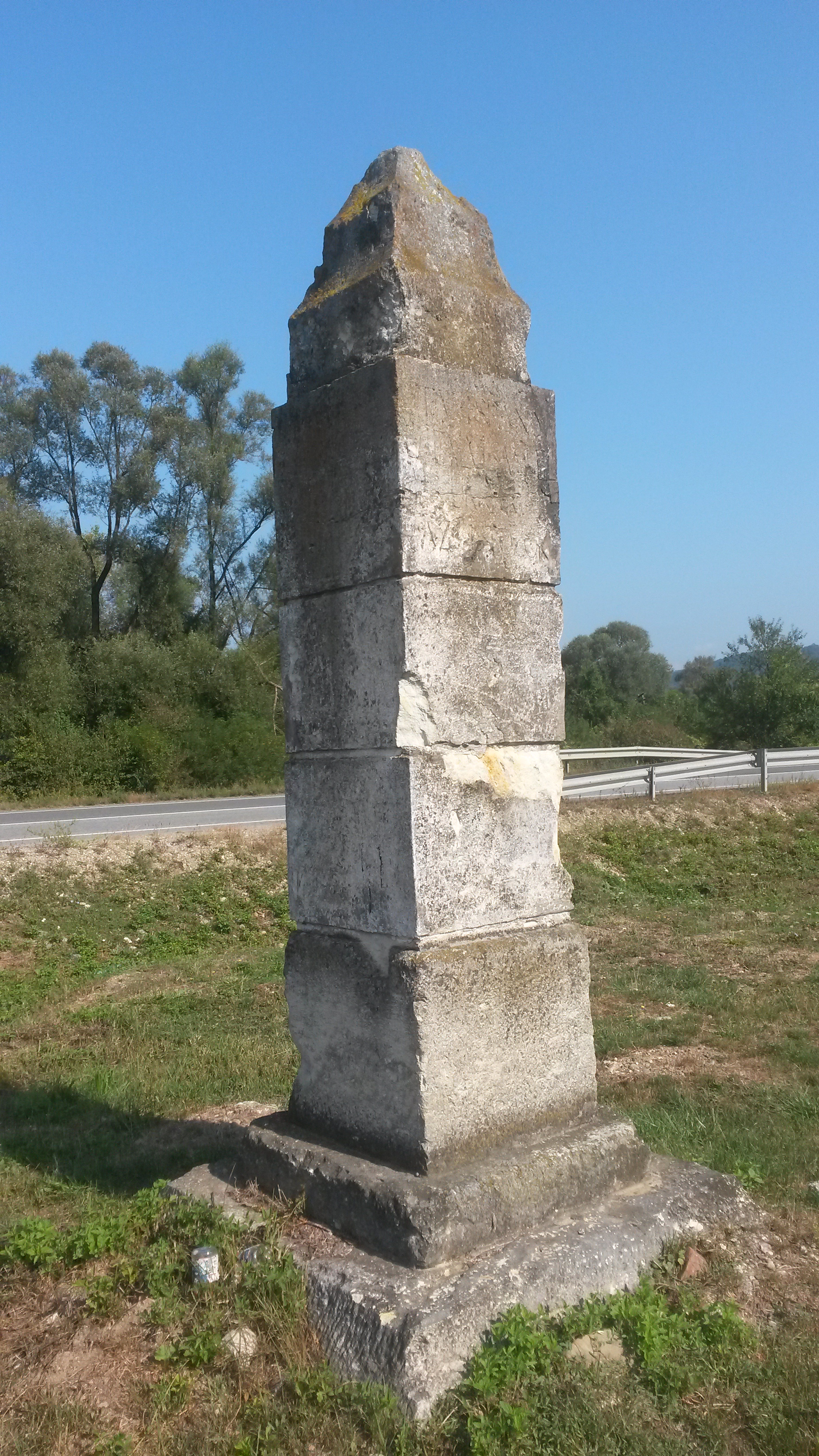
Monumentul „Foametea din 1814” de la Ileanda (monument istoric)
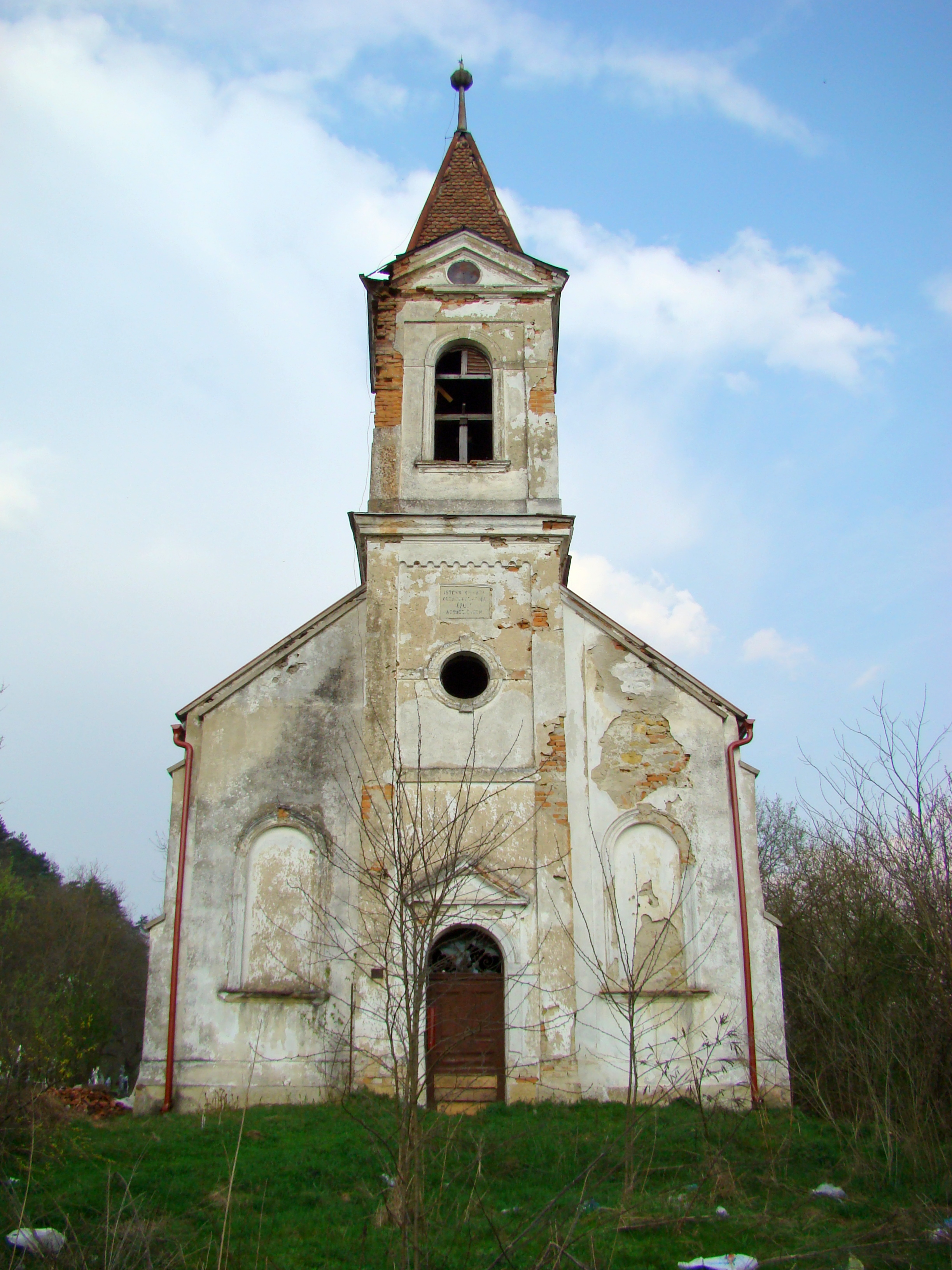
Biserica reformată (1903)
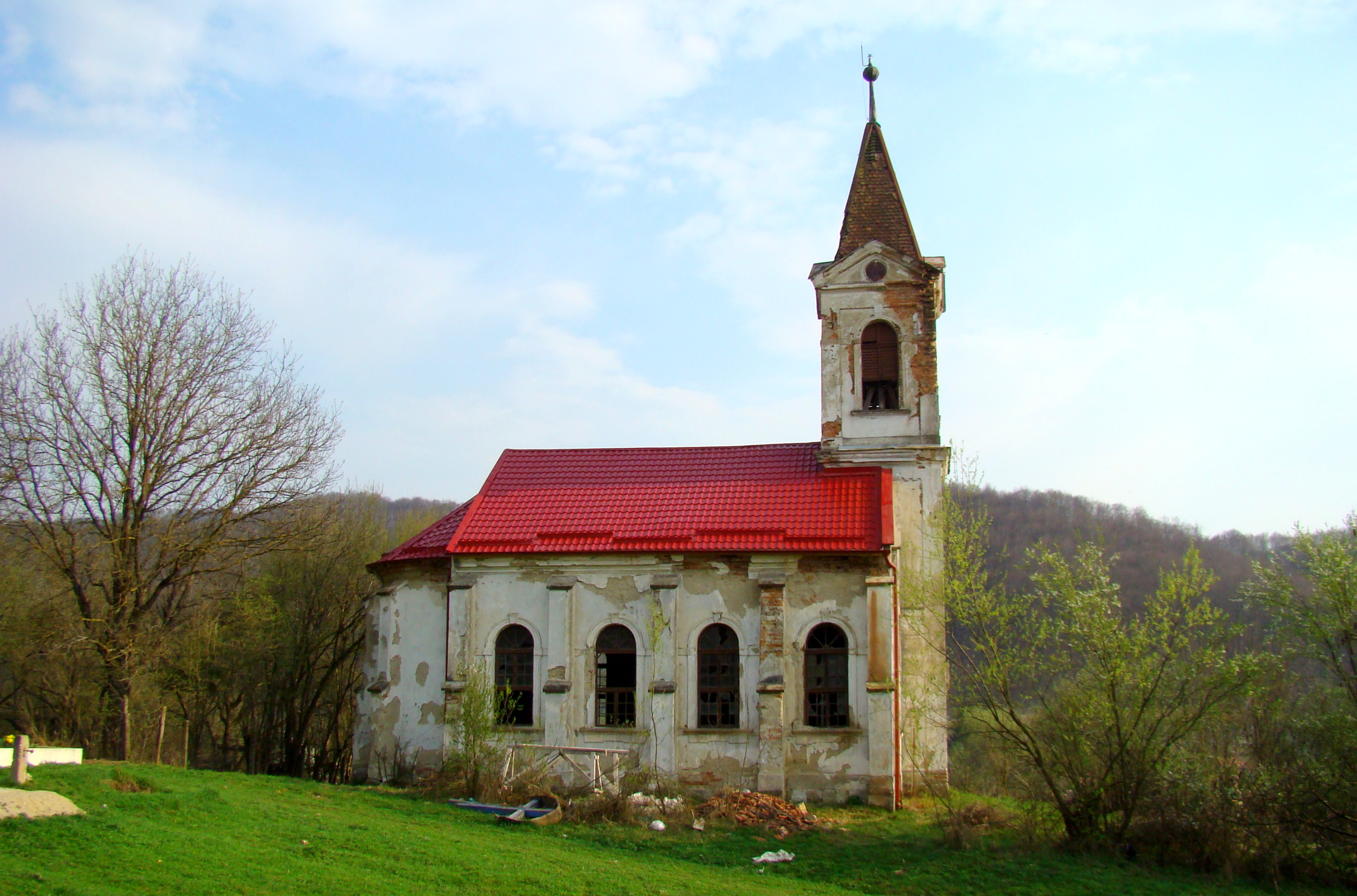
Biserica reformată (1903)